# سیدو باجان کانته
سیدو باجان کانته (انگلیسی: Seydou Badjan Kanté؛ زادهٔ ۷ اوت ۱۹۸۱) بازیکن فوتبال اهل ساحل عاج بود.
از باشگاه‌هایی که در آن بازی کرده است می‌توان به باشگاه ورزشی رویال بووران و باشگاه فوتبال آسک میموساس اشاره کرد.
وی همچنین در تیم ملی فوتبال ساحل عاج بازی کرده است.